# Faà di Bruno (1917)
«Фаа ді Бруно» (італ. Faà di Bruno) був імпровізованим італійським монітором, побудованим під час Першої світової війни.
Свою назву отримав на честь італійського офіцера Еміліо Фаа ді Бруно, який загинув під час битви біля Лісси.
Фактично це була самохідна баржа з прикріпленою носовою частиною. Корабель був виведений з експлуатації в 1924 році, але повернулася до служби як плавуча батарея GM 194 на початку Другої світової війни. Її доправили до Генуї, де вона і провела решту війни. Батарея була захоплена німцями після капітуляції Італії в 1943 році і була перейменована на «Biber». Плавуча батарея здалась в травні 1945 року і згодом була розібрана на метал.

## Створення та опис
«Фаа ді Бруно» був побудований для використання гармат «381/40 Mod. 1914», що призначалися для лінкорів типу «Франческо Караччоло», будівництво яких було призупинено в 1916 році. Гармати були побудовані Ансальдо-Шнайдером і спочатку були призначені для лінкора «Крістофоро Коломбо». Місток «Фаа ді Бруно» був розміщений на встановленому триподі. Водотоннажність складала монітора 2 625 тонн, довжина корпусу 55,56 метрів, ширина — 27 метрів, осадка — 2,24 метри.  Монітор оснастили двома надлишковими вертикальними паровими машинами з потрійним розширенням «Торнікрофт» зі списаних міноносців. Один котел «Kess» забезпечував достатню кількістю пари, щоб згенерувати потужність у 465 індикативних кінських сил (347 Кіло-Ватт). На морських випробуваннях корабель досягнув максимальної швидкості у 3.31 вузол, але під час звичайної служби максимальна швидкість становила близько 2,5 вузлів.
Корпус монітора був оточений бетонним батардо 2,9 метрів товщиною. Палубна броня мала товщину 40 міліметрів. Гармати були встановлені у відкритій башті, укритій окремою броньованою покрівлею. Сторони башти мали загальну товщину110 міліметрів і на її барбеті була броня 60 міліметрів товщиною.
Гармати головного калібру могли підніматися на 15°, а башта могла повертатися до 30 ° у будь-який бік. Вони випускали 884 кілограмові бронебійні снаряди з початковою швидкістю 700 метрів на секунду на відстань до 27 300 метрів при максимальному куті. Корабель був оснащений чотирма 76,2 міліметровими зенітками Ансальдо. На моніторі також встановили два 40 міліметрових зенітних автомати з водяним охолодженням Віккерс-Терні.

## Служба
«Фаа ді Бруно» був закладений 10 жовтня 1915, навіть до того, як будівництво лінкорів офіційно зупинили, на Венеційській військово-морській верфі за конструкцією контр-адмірала Джузеппе Рота. Монітор спустили на воду 30 січня 1916 та включили до складу флоту 1 квітня 1917 року. Першим бойовим досвідом монітора стала 11-та битва за Ізонцо у серпні 1917.  Корабель, разом з іншим італійським монітором «Alfredo Cappellini»  та британськими моніторами «Earl of Peterborough» та «Sir Thomas Picton», здійснювали обстріл австро-угорських позицій, але без помітного ефекту. Корабель викинуло на берег штормом у грудні 1917, проте рятувальні роботи не здійснювались майже цілий рік.
13 листопада 1924 року монітор вивели з експлуатації, але на початку Другої світової війни його повернули на службу як якості плавучої батареї GM 194. Її відбуксирували з Венеції до Генуї, де вона залишалася до кінця війни. Коли британські кораблі обстрілювали Геную 9 лютого 1941 року, вона не змогла відкрити вогонь у відповідь, оскільки один з перших британських снарядів пошкодив кабелі, які забезпечували її електроенергією. Вона була захоплена німцями після італійської капітуляції і перейменована на «Biber». Її модифікували, збільшивши довжину майже до 130 метрів шляхом встановлення нового носа та корми.  Плавуча батарея здалась в травні 1945 року і згодом була розібрана.